# Enrico Nan
Enrico Paolo Nan (Pietra Ligure, 12 maggio 1953) è un avvocato e politico italiano.

## Biografia
Nato a Pietra Ligure (Savona), figlio di Caterina Dell’Erba e Carlo Nan (1921-2014), avvocato e politico democristiano, consigliere comunale, assessore e sindaco di Pietra Ligure, consegue la maturità classica all'istituto salesiano Don Bosco di Alassio (Savona) nel 1972 e la laurea di giurisprudenza all'Università di Genova nel 1978, con una tesi sui consorzi visti nell'ottica della legislazione italiana e comunitaria.
Avvocato penalista presso lo studio di Alfredo Biondi a Genova, segue, inizialmente, con maggior interesse i reati dolosi e tributari. Si è occupato del noto processo a carico di Gigliola Guerinoni e di suo marito Ettore Geri, accusati dell'omicidio del farmacista Cesare Brin di Cairo Montenotte.
Con la discesa in campo nella politica di Silvio Berlusconi, è stato uno dei fondatori di Forza Italia nel 1994, assumendo l'incarico di coordinatore regionale del partito in Liguria, incarico che mantiene fino al 2007.
È stato deputato alla Camera per quattro legislature, dalla XII alla XV. Fra gli incarichi assunti nella sua esperienza parlamentare vanno segnalati la vicepresidenza della Commissione parlamentare d'inchiesta sull'affare Telekom Serbia e del gruppo parlamentare di Forza Italia nella XIV legislatura alla Camera. Passa successivamente a Futuro e Libertà per l'Italia (FLI) di cui è stato responsabile nazionale Credito. Ha ricoperto l'incarico di coordinatore regionale FLI in Liguria.
Dal 2009 al 2012 è stato vicepresidente della Cassa di Risparmio di Savona.
In vista del referendum costituzionale sulla riforma Renzi-Boschi del 2016 si schiera a favore, fondando in comitato per il "Sì" "Riformarsi" e presiedendolo.
Alle elezioni politiche anticipate del 2022 viene candidato al Senato della Repubblica, nella circoscrizione Estero ripartizione Africa, Asia, Oceania e Antartide per la lista "Lega per Salvini Premier-Forza Italia-Fratelli d'Italia" della coalizione di centro-destra, raccogliendo 1.236 preferenze ma risultando non eletto.

## Vita privata
Nel 1985 si sposa con Roma Baldwin, inglese che si è laureata in giurisprudenza all'Università di Genova, da cui nascono i figli Carlo e Francesca.